# بلاینا فستینیوگ
بلاینا فستینیوگ (به انگلیسی: Blaenau Ffestiniog) یک شهرک در ولز است که در گوینز واقع شده‌است. بلاینا فستینیوگ ۴٬۸۷۵ نفر جمعیت دارد.